# Santa María Colotepec
Santa María Colotepec är en kommun i Mexiko.   Den ligger i delstaten Oaxaca, i den sydöstra delen av landet, 500 km sydost om huvudstaden Mexico City.
Följande samhällen finns i Santa María Colotepec:
- Brisas de Zicatela
- Barra de Navidad
- Colonia Libertad
- Juan Diego
- San José el Quequestle
- Loma Bonita
- Mata de Bule
- Río Valdeflores
- Valdeflores Segunda Sección
- Marinero
- El Salitrero
- Charco Seco
- El Camarón
- Arroyo del Zapote
- El Corozal
- La Obscurana
- Los Naranjos
- Colonia Nuevo Amanecer
- La Ceiba
- Arroyo Tomatal
- Corozalito